# Erebochlora pallidistria
Erebochlora pallidistria là một loài bướm đêm trong họ Geometridae.